# Aleš Matějů
Aleš Matějů (Příbram, 3 de junho de 1996) é um futebolista checo que atua como lateral-direito. Atualmente defende o Spezia.

## Carreira
Aleš Matějů começou a carreira no 1. FK Příbram.